# Ío (ópera)

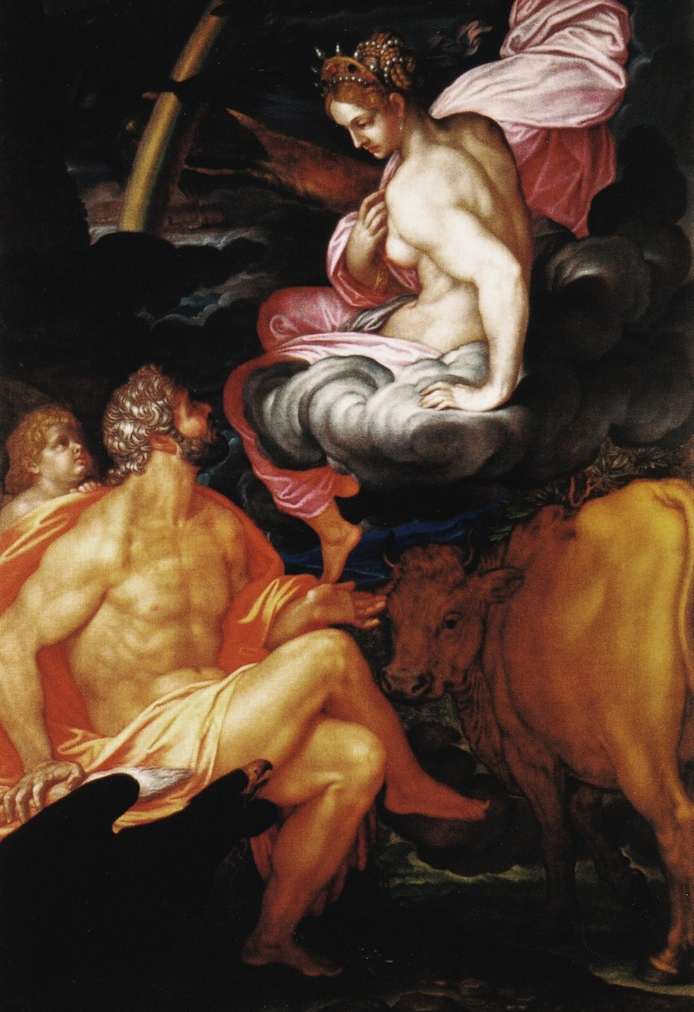
Ambrogio Figino: Júpiter e Ío (Pinacoteca Malaspina, de Pavía).

Io (Ío) es una composición inacabada de Jean-Philippe Rameau, una ópera en forma de un solo acte de ballet. 
La fecha de la composición se desconoce, y tal vez no se representase en vida de Rameau. El nombre del libretista también se desconoce, pero puede que fuera Louis de Cahusac.